# Ghiacciai e nevai negli Appennini

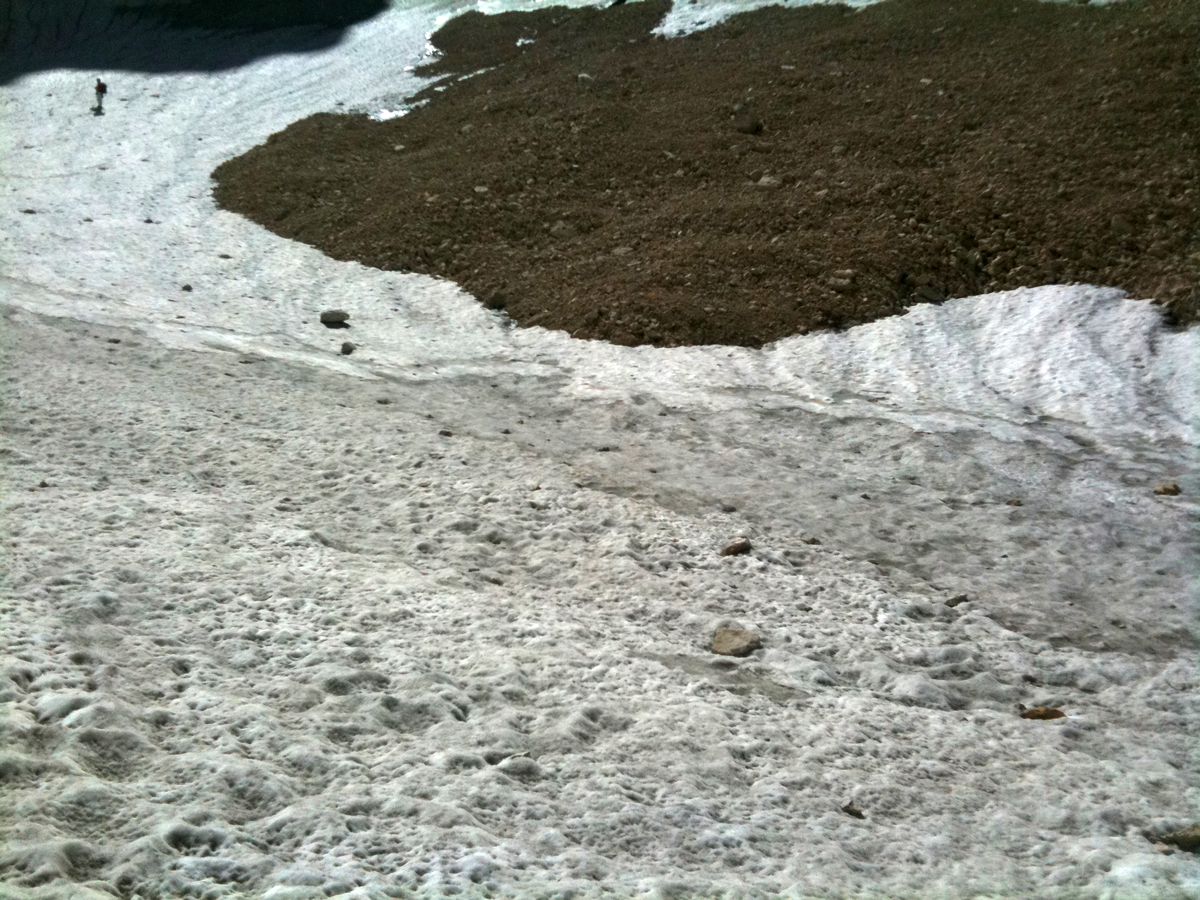
il Ghiacciaio del Calderone

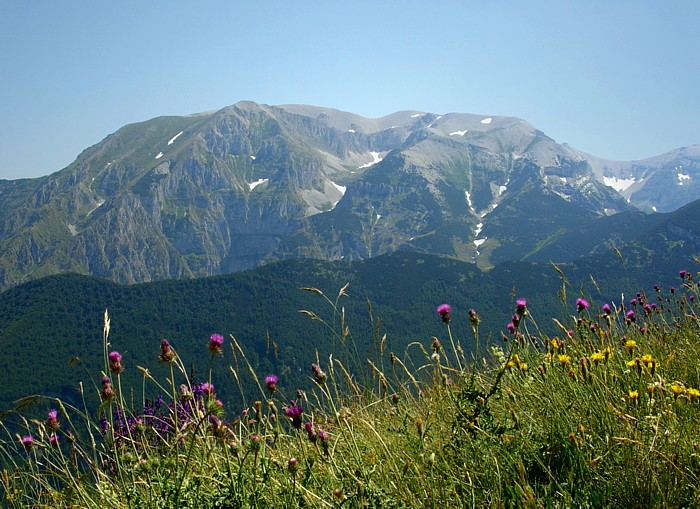
Cima delle Murelle, Maiella

Gli Appennini attualmente non presentano vaste zone glaciali per via della modesta altitudine e della latitudine più bassa rispetto alle Alpi; l'unico ghiacciaio presente è il ghiacciaio del Calderone, generalmente considerato il più meridionale d'Europa, titolo acquisito quando nella Sierra Nevada scomparve il ghiacciaio Corral del Veleta. 
Durante le glaciazioni del quaternario e in special modo durante le ultime 2 fasi, la Riss e la Würm, i principali gruppi montuosi della catena  presentavano dei ghiacciai più o meno sviluppati che hanno lasciato delle tracce  molto evidenti quali circhi alle quote più elevate, morene stadiali lungo le valli dalla caratteristica forma a U e altre segni del passaggio delle lingue glaciali.

## Descrizione
Il ghiacciaio del Calderone è un ghiacciaio di tipo pirenaico di circo, ovvero con un piccolo bacino collettore, e in questo caso senza lingua glaciale, anche se questo tipo di ghiacciaio dovrebbe prevedere una lingua glaciale poco evidente. Alcuni glaciologi lo considerano attualmente solamente un glacieret (con una parte anche di ghiaccio fossile ovvero presente sotto i detriti rocciosi), per via del suo spessore massimo di 25 m e la sua estensione di solo circa 4,5 ettari e del fatto che, diversamente dai ghiacciai propriamente detti che tendono a muoversi verso valle, quest'ultimo non scava più le montagne per scendere a valle. 

### Nevai
Sono presenti anche alcuni glacio-nevati, cioè delle zone abbastanza piccole dove si accumula neve e ghiaccio per più anni specie in virtù di annate particolarmente nevose (es. glacionevato Franchetti del Gran Sasso), a volte trasformandosi in ghiacciaio, a volte scomparendo del tutto nel giro di pochi anni. Altri nevai importanti del Gran Sasso sono il Nevaio di Fonte Rionne (Monte Infornace) e il Nevaio del Fondo della Salsa (Monte Camicia). Nel massiccio della Majella sono presenti diversi nevai detti nevai della Majella. Altri medi/piccoli glacio-nevati o nevai generalmente stagionali sono presenti anche sui Monti Sibillini, sul Monte Velino, sul Monte Sirente (Neviera del Sirente), sui Monti Simbruini, sui Monti Cantari (Monte Viglio) e nel massiccio del Pollino. In quota e nelle pareti ripide del Gran Sasso e della Maiella (Cascata del principiante) si possono trovare anche delle pareti ghiacciate, scalate da numerosi alpinisti.